# Hugo Rosales
Hugo Ignacio Rosales Cruz (9 de diciembre de 1956 - 18 de febrero de 2021) fue un compositor, músico y profesor mexicano. Fue fundador y director del Coro Infantil de Bellas Artes. 

## Trayectoria
Nació en la colonia Moctezuma de la Ciudad de México. Estudió en la Escuela de Iniciación Artística no. 1 y la Escuela Superior de Música del Instituto Nacional de Bellas Artes, institución en la que fue profesor por un periodo de 28 años, periodo en el que formó a sucesivas generaciones de músicos mexicanos. Hizo estudios en la Escuela Nacional de Música, el Conservatorio Nacional de Música, el Centro Nacional de Investigación, Documentación e Información Musical "Carlos Chávez" y otras instituciones. Hizo una maestría en Composición y nuevas tecnologías en la Facultad de Música de la UNAM. Realizó obras para orquesta sinfónica, para orquesta de cámara y distintos instrumentos como guitarra y piano. Participó con su obra con movimientos sociales y universitarios como el del Centro Libre de Experimentación Teatral y Artística.

## Obra
Entre las decenas de obras que Rosales compuso se encuentran:
- Cristal de viento
- El real canto de las piedras
- Gemidos
- Nuestra América

### Obras para flauta traversa
- Fuga (1979)
- Tres piezas (1981)
- Bagatela elegíaca (1983)
- La música nace del sol (1985)
- Bagatela de la luna llena (1987)
- El güije (1995)
- Concierto de flauta (?) Dedicado al flautista Miguel Ángel Villanueva.

## Premios y reconocimientos
- Ganador del Concurso Nacional de Composición de las Escuelas de Arte y del Ministerio de Cultura de Cuba - 1988
- Primer premio en el Concurso de Producción Artística Interdisciplinaria Conaculta-Cenart - 2000
- Medalla al Mérito Universitario de la Universidad Nacional Autónoma de México, 2010